# Grimoár

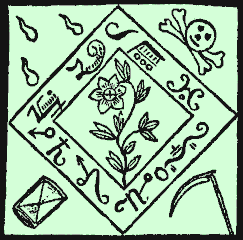
Amulet objevující se v Grimoáru Černé kuře

Grimoár je magická kniha s popisy základních čarodějných praktik. Grimoáry byly ponejvíce psány od poloviny středověku do současnosti. Knihy obsahují především popisy astrologických vlivů, seznamy andělů a démonů, postupy pro jejich vyvolávání, správný postup při zaklínání a sesílání kouzel, při vytváření lektvarů, vyvolávání nadpozemských sil a při tvorbě talismanů.
Hodnota grimoárů a jejich úroveň se pohybuje od prostých lidových žaltárů jako Černé kuře, až po knihy vyšší úrovně, velmi ceněné okultisty, mezi které lze brát například Lemegeton.

## Etymologie
Slovo pochází ze starofrancouzského gramaire, které má stejný základ jako dnešní francouzské grammaire, což znamená „gramatika“. Částečným důvodem může být to, že ve vrcholném středověku představovaly „gramatiky“ (knihy popisující skladbu a dikci latinských vět) základ školního a univerzitního vzdělání pod dohledem církve – negramotná většina však jakékoliv neduchovní knihy považovala za magické. Na druhou stranu slovo „gramatika“ znamenalo pro gramotné i negramotné knihu základních instrukcí.

## Středověk a renesance
První grimoáry se objevily v období středověku, vycházely ze starších tradic jako například z Židovské mystiky a tradic pozdní Antiky. Takto je Sefer Raziel ha-Malach (Kniha Anděla Raziela) založena na Sefer ha-Razim (přibližně 4.–5. století).
Nejznámější grimoáry z období 13. až 17. století:
- Picatrix – první evropská kniha o magii, přeložená na pokyn španělského krále z arabského originálu ve třináctém století. Do češtiny přeložil Robin Salomon.[1]
- Liber Iuratus známá také jako Honoriova přísežná kniha (13. století)
- Sefer Raziel ha-Malach (13. století)
- Abramelinova magie (Svatá magie mága Abramelina) Abrahama z Wormsu – 1450
- Tajný Turielův grimoár (16. století)
- Knihy okultní filosofie Cornelius Agrippa – 1531
- Magia Innaturalis Dr. Johannes Fausta, nejdůležitější démonologická kniha střední Evropy – 1505
- Klíčky Šalamounovy
- Lemegeton, čili Menší klíčky Šalamounovy (17. století)

### Voynichův rukopis
Voynichův rukopis obsahuje nesrozumitelný text a je obtížně datovatelný, ale může také být označen jako grimoár (15. století).

## Grimoáry 18. a 19. století
Během devatenáctého století docházelo k úpadku a degeneraci dřívějších magických textů, tímto vznikly pro oko současného člověka komické texty a knihy jen vzdáleně podobné svým dřívějším předchůdcům. Důvodem tvoření takovýchto grimoárů byl finanční zisk, protože se především u nejvíce úpadkových textů 6. a 7. Knihy Mojžíšovy a Červeného draka jednalo o velmi prodávané materiály.
- Červený drak
- Le Grand Grimoar (Velký Grimoár s Velkým klíčkem Šalamounovým)
- Grimoirium Verum (18. století)
- Černé kuře
- Šestá a sedmá kniha Mojžíšova
- Liber Gaelitus (konec 18. století)

Proti těmto čistě výdělečným slátaninám bojovali francouzští hermetici, především Eliphas Lévi. V pozdním 19. století bylo mnoho dřívějších magických grimoárů (zahrnující Abra-Melinovu magii a Klíčky Šalamounovy) znovu objeveno zednářskými magickými organizacemi jako byly Hermetický řád Zlatého úsvitu a Ordo Templi Orientis.

## 20. století až současnost
Ani 20. a 21. století nejsou prosta svých magických grimoárů. Moderním grimoárem je Simonův Necronomicon, pojmenovaný po fiktivní knize magie objevující se v příbězích autora H. P. Lovecrafta, a je inspirována Babylonskou mytologií. Wilsonův Necronomicon který je přímo inspirován Lovecraftovým mýtem. Azoëtia Andrew D. Chumbleye je popisována též jako moderní grimoár. Nejrozsáhlejším magickým grimoarem je pak bezesporu Praxe magické evokace hermetika Františka Bardona.
Novopohanská víra Wicca, veřejně se objevující roku 1940, a Gerald Gardner představili Knihu Stínů jako Wiccanský Grimoár.
Představitelem lidového grimoáru je krátký text Spiritus Mysticu vel Panis Animae a Nomina Divina atque Preactiones Mirificae.

## Populární kultura
Termín „grimoár“ běžně slouží jako alternativní jméno pro knihu kouzel nebo svazek magických znalostí v mnoha oblastech jako fantasy. Ze všech grimoárů je nejslavnějším Necronomicon, dílo autora H. P. Lovecrafta. Poprvé na něj odkazuje ve svém příběhu „Pes“ a později se objevuje v mnoha jeho příbězích. Ostatní autoři jako August Derleth a Clark Ashton Smith také citovali Necronomicon ve svých pracích s Lovecraftovým souhlasem.